# Блинов, Константин Яковлевич
Константи́н Я́ковлевич Блино́в (25 мая 1814 — около 1870) — вятский городской голова (1861—1865), купец 1-й гильдии.

## Биография
Родился в семье купцов, учился в Вятской гимназии. В 1820-е гг. совместно с братом Александром открыл переплётную, а затем футлярную мастерскую, в 1839 г. — первую частную типографию, оснащённую скоропечатной машиной, подняв типографское дело в г. Вятке на столичный уровень.
Службу начал в 1842 г. словесным судьей, в 1851 г. исполнял обязанности бургомистра в городовом магистрате. Состоял комиссионером Петергофской Императорской бумажной фабрики с 1846 по 1857 гг., привилегированным комиссионером Императорского воспитательного дома по продаже карт с 1848 г. Являлся членом-корреспондентом Вятского губернского статистического комитета. Активно занимался благотворительной деятельностью. С 1852 по 1854 гг. был попечителем Вятской городской больницы, в 1857 г. избран почётным старшиной Вятского детского приюта. Пожертвовал в 1848 г. 250 руб. серебром на создание приюта, в 1856 г. — 5000 руб. в пользу приюта.
В период его службы городским головой в г. Вятке завершена постройка Александро-Невского собора (1864), открыта богадельня для престарелых бедняков (1864), проведена однодневная перепись населения (1864). Награждён серебряной и золотой медалями на Аннинской ленте, золотой медалью на Владимирской ленте за отличную усердную службу, бронзовой в память Крымской войны 1853—1856 гг. на Аннинской ленте; объявлена признательность министра внутренних дел за заготовку материалов для больницы Вятского приказа общественного призрения.
Был женат на Александре Дмитриевне (25. 02. 1829 г. р.), имел 9 детей: Николай (1844 г. р.), Яков (1847 г. р.), Дмитрий (1848 г. р.), Александр (1846 г. р.), Иванова Татьяна (1856 г. р.), Романова Анна (1856—1918), Мария (1857 г. р.), Александра (1859 г. р.), Варвара (1861 г. р.).